# Fluxion
Fluxion è il secondo album in studio del gruppo musicale tedesco The Ocean, pubblicato il 23 agosto 2004 dalla Make My Day Records e dalla Throne Records.

## Descrizione
Si tratta della prima parte di una serie di registrazioni tenute dal gruppo tra gennaio e aprile 2004, durante la quale è stata coinvolta un'intera orchestra. La seconda parte del materiale è stata in seguito pubblicata nel successivo album Aeolian.
Nel 2009 l'album è stato ripubblicato dalla Metal Blade Records in versione rimasterizzata e con nuove parti vocali curate da Mike Pilat, oltre a una nuova copertina.

## Tracce
1. Nazca – 4:52
2. The Human Stain – 8:39
3. Comfort Zones – 4:00
4. Fluxion – 4:21
5. Equinox – 4:19
6. Loopholes – 1:30
7. Dead on the Whole – 5:06
8. Isla del Sol – 9:14
9. The Greatest Bane – 14:33

## Formazione
- Jonathan Heine – basso
- Torge Liessmann – batteria
- Gerd Kornmann – percussioni, voce
- Robin Staps – chitarra, campionatore, percussioni
- Meta – voce
- Nico Webers – voce
- Thomas Herold – voce
- Markus Gundall – voce
- Alex Roos – voce
- Becci Mahnke – violoncello
- Demi Braun – violino
- Tove Langhoff – clarinetto